# Tênis nos Jogos Olímpicos de Verão de 1988
O tênis retornou ao programa das Olimpíadas nos Jogos Olímpicos de Verão de 1988 em Seul, em quadra Neodex, após ter sido diputado pela última vez nos Jogos Olímpicos de Verão de 1924 em Paris. O esporte foi realizado nos Jogos de 1984 como demonstração.

## Medalhistas
Masculino
| Evento           | Ouro                                       | Prata                                   | Bronze                                          |
| ---------------- | ------------------------------------------ | --------------------------------------- | ----------------------------------------------- |
| Simples detalhes | Miloslav Mečíř TCH Checoslováquia          | Tim Mayotte USA Estados Unidos          | Stefan Edberg SWE Suécia                        |
| Simples detalhes | Miloslav Mečíř TCH Checoslováquia          | Tim Mayotte USA Estados Unidos          | Brad Gilbert USA Estados Unidos                 |
| Duplas detalhes  | Ken Flach Robert Seguso USA Estados Unidos | Emilio Sánchez Sergio Casal ESP Espanha | Miloslav Mečíř Milan Šrejber TCH Checoslováquia |
| Duplas detalhes  | Ken Flach Robert Seguso USA Estados Unidos | Emilio Sánchez Sergio Casal ESP Espanha | Stefan Edberg Anders Järryd SWE Suécia          |

Feminino
| Evento           | Ouro                                         | Prata                                         | Bronze                                                  |
| ---------------- | -------------------------------------------- | --------------------------------------------- | ------------------------------------------------------- |
| Simples detalhes | Steffi Graf FRG Alemanha Ocidental           | Gabriela Sabatini ARG Argentina               | Zina Garrison USA Estados Unidos                        |
| Simples detalhes | Steffi Graf FRG Alemanha Ocidental           | Gabriela Sabatini ARG Argentina               | Manuela Maleeva BUL Bulgária                            |
| Duplas detalhes  | Pam Shriver Zina Garrison USA Estados Unidos | Jana Novotná Helena Suková TCH Checoslováquia | Elizabeth Smylie Wendy Turnbull AUS Austrália           |
| Duplas detalhes  | Pam Shriver Zina Garrison USA Estados Unidos | Jana Novotná Helena Suková TCH Checoslováquia | Steffi Graf Claudia Kohde-Kilsch FRG Alemanha Ocidental |

## Quadro de medalhas
| Ordem | País                   | Medalha de ouro | Medalha de prata | Medalha de bronze | Total |
| ----- | ---------------------- | --------------- | ---------------- | ----------------- | ----- |
| 1     | USA Estados Unidos     | 2               | 1                | 2                 | 5     |
| 2     | TCH Checoslováquia     | 1               | 1                | 1                 | 3     |
| 3     | FRG Alemanha Ocidental | 1               | 0                | 1                 | 2     |
| 4     | ARG Argentina          | 0               | 1                | 0                 | 1     |
| 4     | ESP Espanha            | 0               | 1                | 0                 | 1     |
| 6     | SWE Suécia             | 0               | 0                | 2                 | 2     |
| 7     | AUS Austrália          | 0               | 0                | 1                 | 1     |
| 7     | BUL Bulgária           | 0               | 0                | 1                 | 1     |
| TOTAL | TOTAL                  | 4               | 4                | 8                 | 16    |